# Кукшручей
Кукшручей — ручей в России, протекает по территории Куземского сельского поселения Кемского района Карелии. Длина ручья — 16 км.
Ручей берёт начало из ламбины Кукшозеро на высоте 115,2 м над уровнем моря.
Впадает в озеро Сухое на высоте 87,1 м над уровнем моря, сообщающееся протоками с озёрами Малое Вокшозеро и Вокшозеро и, далее, с рекой Поньгома.
Ручей в общей сложности имеет одиннадцать притоков суммарной длиной 22 км.
Населённые пункты на ручье отсутствуют.
Практически на всём протяжении вдоль ручья проходит лесовозная дорога, обеспечивая к нему подъезд.
Код объекта в государственном водном реестре — 02020000712202000002459.